# Parque nacional de Mae Wang
El Parque nacional de Mae Wang es un área protegida del norte de Tailandia, en la provincia de Chiang Mai. Se extiende por una superficie de 700 kilómetros cuadrados. 
Está cubierto por diversos tipos de bosques como bosque caducifolio mixto, dipterocarpo seco y seco mixto, bosques perennes de montaña y bosques de pinos. La sierra de Tanonthongchai queda de norte a sur.